# Cột cờ

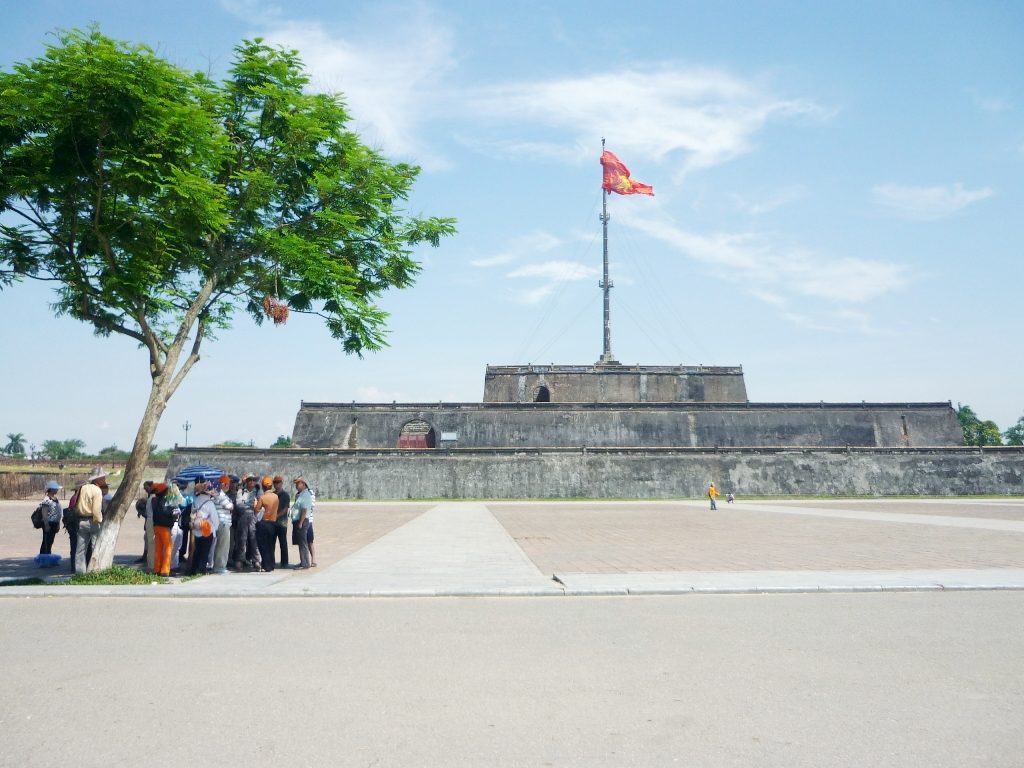
Kỳ Đài (kinh thành Huế)

Cột cờ (hay còn gọi là kỳ đài) là những cấu trúc cao, thường là thẳng đứng được sử dụng với mục đích chính là treo lá cờ.

## Hình dáng và kích thước

### Chiều cao
Cột cờ cao nhất thế giới là cột cờ tại Gijeong-dong, Cộng hòa Dân chủ Nhân dân Triều Tiên với chiều cao 160 mét, đây là một cấu trúc kim loại được sử dụng để treo một lá cờ khổng lồ có trọng lượng khô 270 kg. Còn cột cờ không có giá đỡ (free-standing flagpole) cao nhất thế giới là Cột cờ Aqaba ở Aqaba, Jordan, công trình này có chiều cao 132 mét với một lá cờ Jordan khổ 60 x 40 mét được chiếu sáng buổi tối. Người ta có thể nhìn thấy lá cờ từ khoảng cách 25 km.
Cột cờ đôi khi được thiết kế với kiến trúc khá tinh tế. Ở Việt Nam có thể kể tới Cột cờ Hà Nội hoặc Kỳ Đài (kinh thành Huế), cột cờ Hiền Lương.

## Một số cột cờ nổi tiếng ởViệt Nam

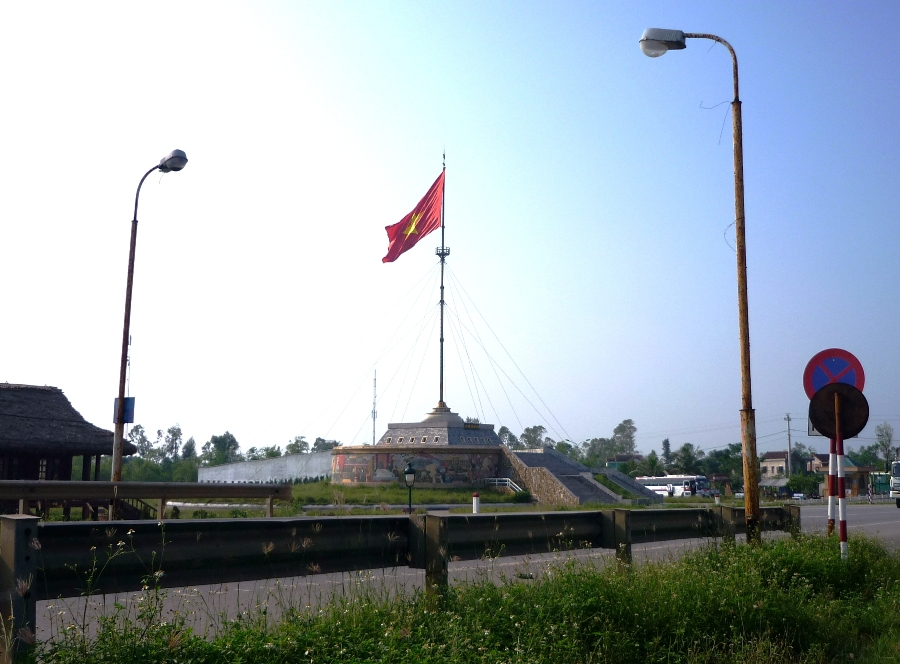
Cột cờ Hiền Lương
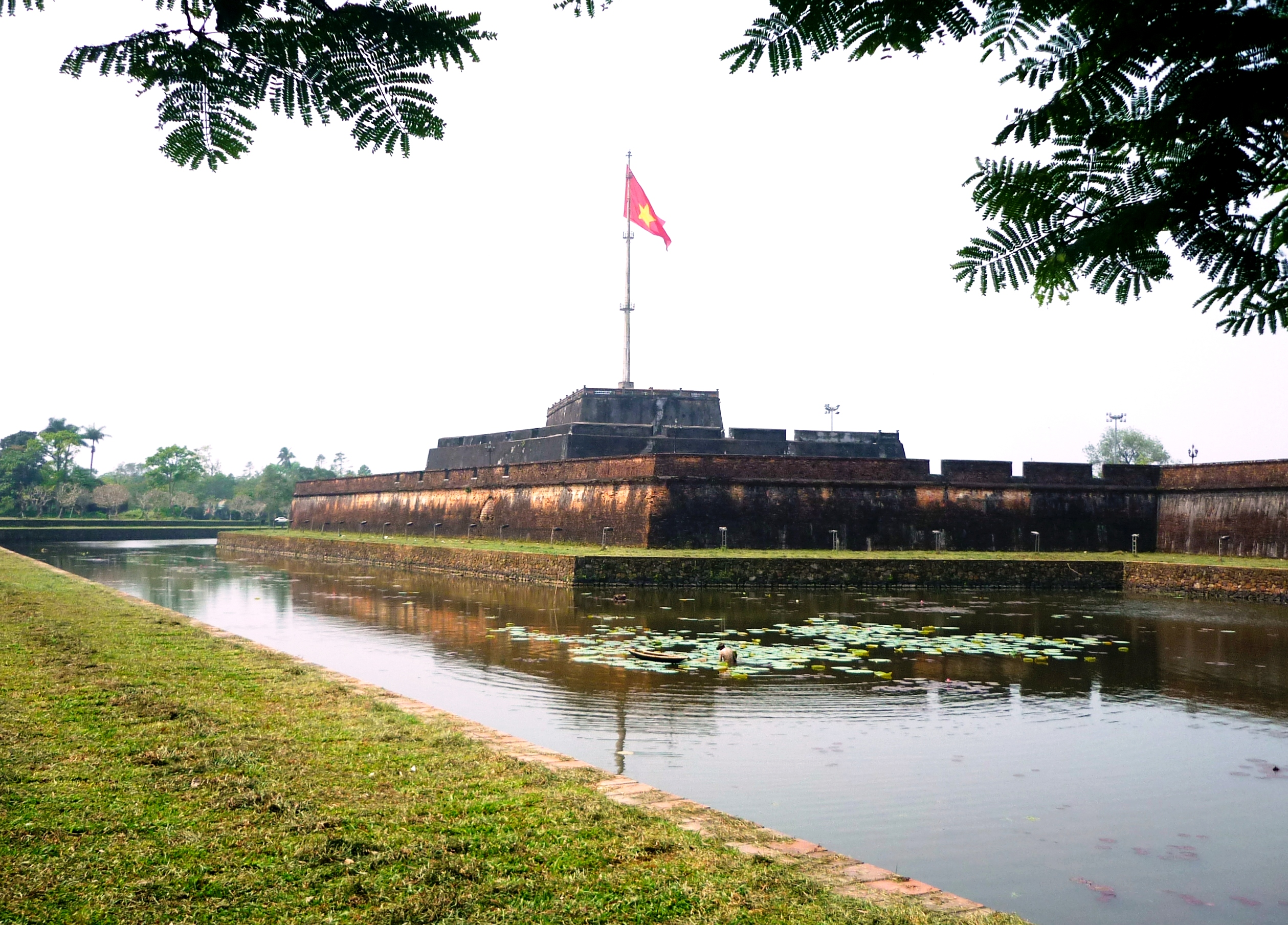
Cột cờ Kinh thành Huế